# Dhroeh Nankoe
Dhroeh Nankoe (19 december 1960) is een Nederlands zanger en componist. Hij werd geboren in Suriname en kwam als kind naar Nederland. Hij is gespecialiseerd in klassieke Indiase zang. Hij treedt zowel in Nederland als het buitenland op.

## Biografie
Nankoe groeide op in Suriname en verhuisde op zijn negende naar Amsterdam. Hij leerde de eerste muzikale beginselen toen hij drie jaar oud was en leerde al jong instrumenten bespelen als orgel, accordeon, tabla, dhool en mandoline. Later richtte hij zich ook op zang en compositie. Van zijn zeventiende tot eenentwintigste trad hij in binnen- en buitenland op met de Indiase popband Naya Roshnie.
Toen hij als onbekende jongeman in 1978 de ashram van Sathya Sai Baba in Puttaparthi bezocht, werd hij door iemand uit de ashram aangesproken en kreeg hij uit naam van Sai Baba de opdracht zich voortaan te wijden aan devotionele muziek (bhajans), en diezelfde middag, enkele uren voor zijn terugkeer naar Nederland, opnamen te maken van zijn zang in een voor hem gereedgemaakte opnamestudio.
Componist en dirigent Stan Lokhin inspireerde hem om zich professioneel verder te ontwikkelen. Hij volgde hierna klassieke Indiase zang en muziek aan het conservatorium in Rotterdam en kreeg daar les van onder meer Jacoba van der Meer, Khan Bandhu, Ustad Zia Mohiudin Dagar en Pandit Haripersad Chaurasia. Op datzelfde conservatorium studeerde hij als eerste af in klassieke Indiase zang.
Hij bouwde een solocarrière op en treedt sindsdien in binnen- en buitenland op. Zo stond hij onder andere in de Verenigde Staten (tijdens een optreden voor de Verenigde Naties), India, België, Duitsland, Frankrijk, Zwitserland en Spanje. In Nederland trad hij op podia op als het Nederlands Congresgebouw, Paradiso, RoXY en de Melkweg, soms jammend met jazzmusici of improviserend op trance house. Naast jazz en trance, mengt hij Indiase muziekstijlen ook met andere westerse stijlen zoals flamenco en klassieke muziek. Voor Nederlandse radio- en televisie-programma's componeerde hij ook muziek.
Hij doceert Indiase zang, Indiase muziek, Indiase mantra's en bhajan aan internationale conservatoria en muziekscholen. 
In Nederland geeft hij les in Indiase zang op het Koninklijk conservatorium in Den Haag.

## Discografie
Hij werkte mee aan albums van andere artiesten zoals BLØF, Onno Krijn en anderen, en bracht zelf de volgende albums uit:
- 1998: Prashanti
- 1999: Sai Darpan
- 2001: Prem Dhara
- 2003: Prem Avatara
- 2003: Baithak Gana
- 2006: Aum Namah Shivaya
- 2007: Flamindia
- 2011: Aum Sai Shri Sai
- 2012: Sai Aradhana